# Capanna Gorda
La capanna Gorda è un rifugio alpino situato nel territorio dell'ex comune di Aquila aggregatosi al comune di Blenio, nel Canton Ticino, nelle Alpi Lepontine, a 1.800 m s.l.m.

## Storia
La vecchia capanna fu inaugurata nel 1965, e sostituita nel 2000 da quella nuova.

## Caratteristiche e informazioni
La capanna è disposta su due piani, con refettorio unico per un totale di 35 posti. Sono a disposizione piani di cottura sia a legna che a gas, completi di utensili di cucina. I servizi igienici e l'acqua corrente sono all'interno dell'edificio. Il riscaldamento è a legna. L'illuminazione è prodotta da pannelli solari. I posti letto sono suddivisi in tre stanze.

## Vie di accesso
- Fontanedo 1.590 m - Fontanedo è raggiungibile in auto. - Tempo di percorrenza: 30 min - Dislivello: 200 metri - Difficoltà: T1
- Aquila 740 m - Aquila è raggiungibile anche con i mezzi pubblici. - Tempo di percorrenza: 3 ore -à Dislivello: 1.050 metri - Difficoltà: T1
- Ponto Valentino 715 m - Ponto Valentino è raggiungibile anche con i mezzi pubblici. - Tempo di percorrenza: 3 ore - Dislivello: 1.100 metri  - Difficoltà: T1
- Camperio 1.221 m - Camperio è raggiungibile anche con i mezzi pubblici. - Tempo di percorrenza: 2 ore - Dislivello: 600 metri - Difficoltà: T1.

## Ascensioni
- Punta di Larescia (2.194 m) - Tempo di percorrenza: 1,30 ore - Dislivello: 400 metri - Difficoltà: T3.

## Traversate
- Capanna Piandios 45 min
- Capanna Dötra 2,30 ore
- Capanna Gana Rossa 3 ore
- Capanna Prodör 4 ore
- Capanna Pian d'Alpe 5 ore